# Aceraius rectidens
Aceraius rectidens is een keversoort uit de familie Passalidae.

## Kenmerken
Deze kever heeft glanzend zwarte, gegroefde dekschilden. De poten bevatten sterke, stekelige tibia. De kop bevat kamvormige, kromme, gelede antennen en een korte stekel. De antennen bevatten 10 geledingen.

## Verspreiding en leefgebied
Deze soort komt voor in Zuidoost-Azië in bosachtige streken.